# 세케슈페헤르바르
세케슈페헤르바르(헝가리어: Székesfehérvár, 독일어: Stuhlweißenburg 슈툴바이센부르크[*])는 헝가리 중부에 위치한 도시로, 페예르 주의 주도이자 중부 트란스다뉴비아의 지역적 중심지이다. 세케슈페헤르바르는 헝가리어로 "하얀 성이 있는 도시"를 뜻한다.

## 역사
고대 로마 시대에 마을이 존재했다고 전해진다. 10세기부터 16세기까지 중세 헝가리 왕국의 왕실 수도였던 곳이다. 시내에는 37명의 국왕과 39명의 왕비, 15명의 통치자의 무덤이 있다.
16세기부터 17세기까지 오스만 제국의 지배를 받으면서 일시적으로 황폐화되기도 했지만 17세기 말에 합스부르크 군주국의 지배를 받으면서 재건되었다. 제2차 세계 대전 이후에는 급속한 산업화가 진행되었다.

## 인구
| 연도 | 인구    | ±%     |
| ---- | ------- | ------ |
| 1870 | 23,279  | —      |
| 1880 | 26,559  | +14.1% |
| 1890 | 28,539  | +7.5%  |
| 1900 | 33,196  | +16.3% |
| 1910 | 37,710  | +13.6% |
| 1920 | 40,352  | +7.0%  |
| 1930 | 41,890  | +3.8%  |
| 1941 | 49,103  | +17.2% |
| 1945 | 35,000  | −28.7% |
| 1949 | 42,260  | +20.7% |
| 1960 | 56,978  | +34.8% |
| 1970 | 79,064  | +38.8% |
| 1980 | 103,571 | +31.0% |
| 1990 | 108,958 | +5.2%  |
| 2001 | 106,869 | −1.9%  |
| 2011 | 100,570 | −5.9%  |
| 2020 | 96,529  | −4.0%  |

## 사진

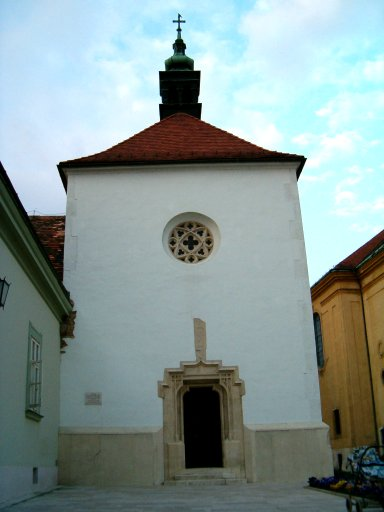
성 안나 예배당
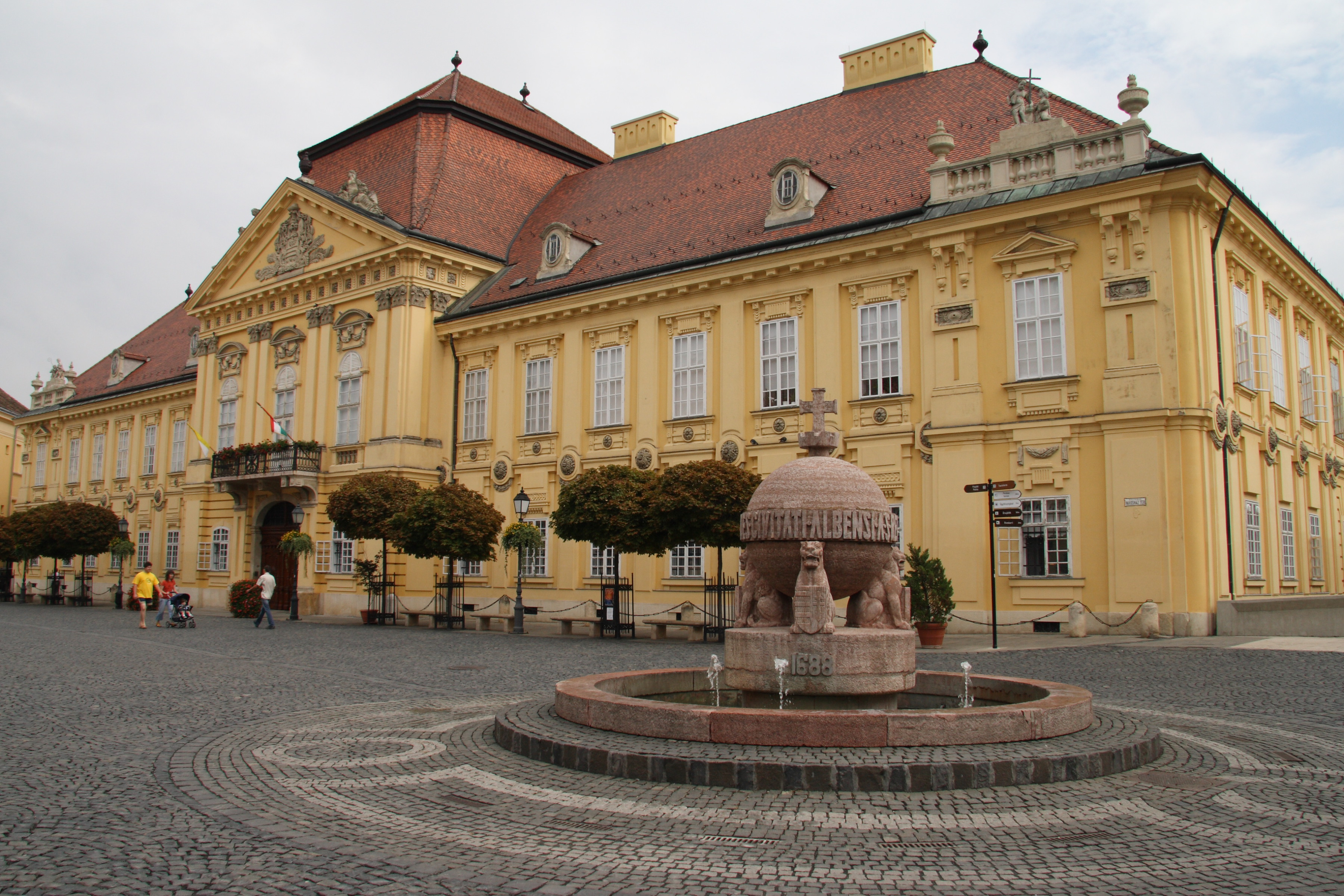
감독관궁
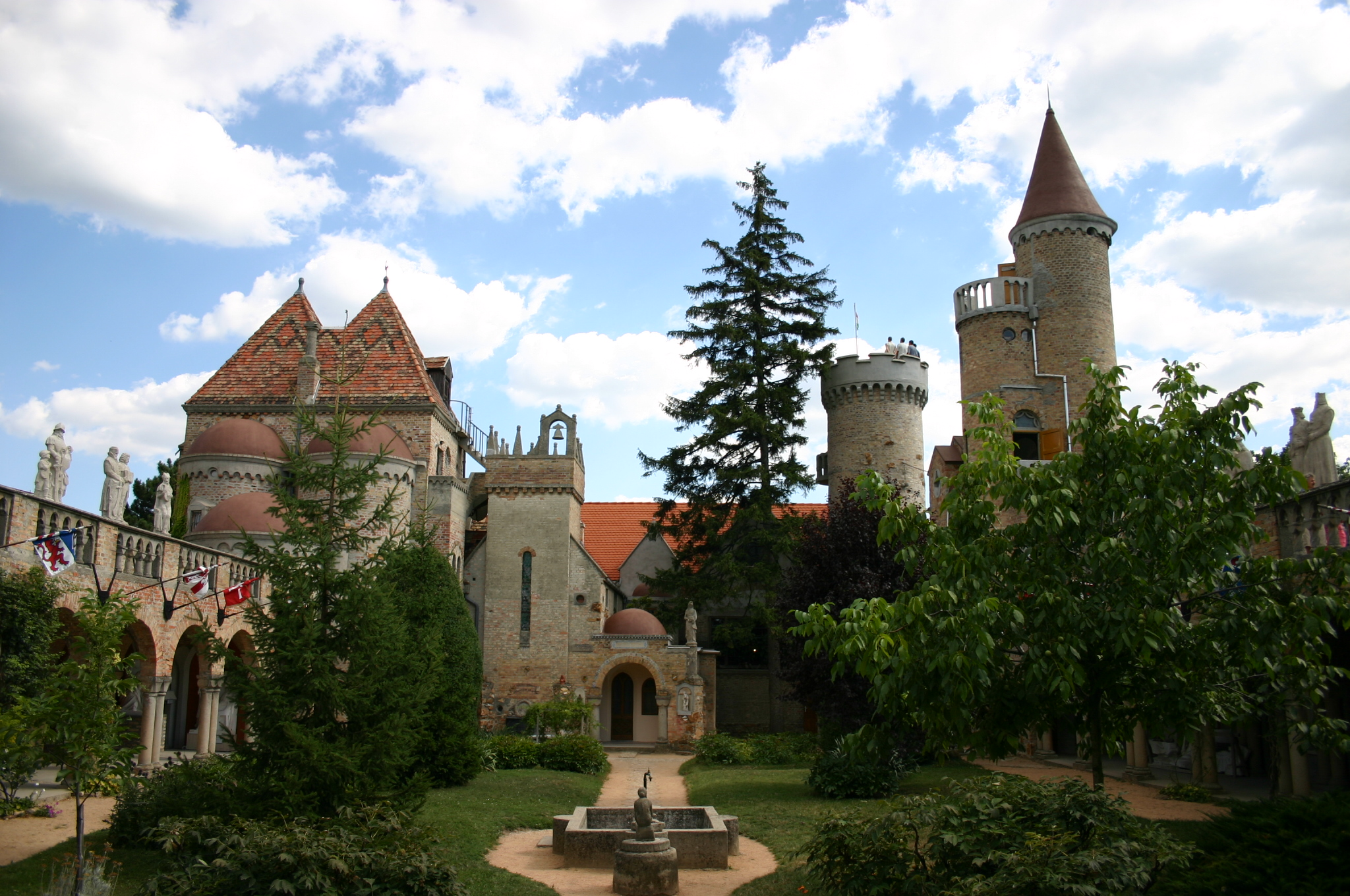
보리 성

## 자매 도시
- 루마니아 알바이울리아
- 미국 버밍햄
- 불가리아 블라고에브그라드
- 슬로바키아 브라티슬라바
- 이탈리아 첸토
- 핀란드 케미
- 우크라이나 루한스크
- 폴란드 오폴레
- 조선민주주의인민공화국 사리원시
- 독일 슈베비슈그뮌트
- 크로아티아 자다르
- 튀르키예 이즈미트
- 몽골 에르데네트

## 출신 인물
- 오르반 빅토르

## 같이 보기
- 알바이울리아